# Новозеландски пъдпъдък
Новозеландският пъдпъдък (Coturnix novaezelandiae) е изчезнал вид птица от семейство Phasianidae.

## Разпространение
Видът е разпространен в Нова Зеландия.